# Institutsgebäude Karl-von-Frisch-Straße 4
Das Institutsgebäude Karl-von-Frisch-Straße 4 in Marburg ist ein historisches Verwaltungs- und heutiges Institutsgebäude der Philipps-Universität Marburg. Es wurde zwischen 1963 und 1965 als erster Bau nach dem sogenannten Marburger Bausystem errichtet.

## Geschichte
Aufgrund gestiegener Studentenzahlen in den 1960er Jahren beschloss die hessische Landesregierung 1961, die Medizin- und Naturwissenschaften auf die Lahnberge zu verlagern. Zu den geplanten Neubauten gehörten unter anderem ein Fernheizwerk, naturwissenschaftliche Institute, eine Mensa, Gemeinschaftsräume, das Universitätsneubauamt sowie vorklinische Forschungseinheiten und der Botanische Garten.

### Staatliches Universitätsneubauamt
Die Erschließung des Baugeländes begann Mitte 1963 mit umfangreichen Fäll- und Rodungsarbeiten. Das Gelände wurde nach Blindgängern abgesucht und die Baustelleneinrichtung erforderte die Sicherstellung von Wasser- und Stromversorgung von weit her. Das nun personell verstärkte Staatliche Universitätsneubauamt (vormals Staatliche Neubauleitung) sollte ein Verwaltungsgebäude erhalten; in unmittelbarer Nachbarschaft (Karl-von-Frisch-Straße 2) war ein vorklinisches Forschungsgebäude vorgesehen. Beide Bauten dienten als Probebauten zur Erprobung des bis dahin nur theoretisch entwickelten Marburger Bausystems.
Die Bauarbeiten begannen im Herbst 1963, die Fertigung der Bauelemente erfolgte in einer im Januar 1964 errichteten Feldfabrik. Zwei Baukräne unterstützten die Montage. 1967 wurde eine stationäre Fertigungshalle eingerichtet, um Stahlbeton-Fertigteile für andere Institute herzustellen. Das Richtfest des Gebäudes fand am 30. Oktober 1964 statt. Im Juli 1965 konnte es bezogen werden. Für den Bau wurde 1965 ein Architekturpreis des Landes Hessen und des Bundes Deutscher Architekten verliehen.
Gebäudedaten:
- Umbauter Raum: 10.188 m³
- Nutzfläche: 2.033 m²
- Kosten: 1.759.000 DM

Ende der 1970er Jahre wurde das Gebäude durch einen Anbau erweitert:
- Umbauter Raum: 2.421 m³
- Nutzfläche: 452 m²
- Kosten: 756.000 DM[2]

### Vorklinische Forschungseinheiten (Karl-von-Frisch-Straße 2)
Die benachbarten Vorklinischen Forschungseinheiten waren das erste Institutsgebäude auf den Lahnbergen. Es beherbergte die Lehrstühle für Physiologie, Physiologische Chemie und Pharmakologie, einschließlich aller notwendigen Labore, Sonderräume, Werkstatt, Tierstall und Chemikalienlager. Die Bauarbeiten begannen im Januar 1964, das Richtfest wurde am 30. Oktober desselben Jahres gefeiert, und im Sommer 1966 konnte das Gebäude übergeben werden. Von 1969 bis 1970 wurde ein kleiner Anbau für die integrierte Experimentalausbildung durch die Volkswagenstiftung finanziert.
Gebäudedaten:
- Umbauter Raum: 34.635 m³
- Nutzfläche: 6.023 m²
- Kosten: 12.700.000 DM

Anbau 1969–1970:
- Umbauter Raum: 2.512 m³
- Nutzfläche: 933 m²
- Kosten: 2.658.000 DM[2]

## Architektur
Das Universitätsneubauamt wurde als erster Bau nach dem Marburger Bausystem errichtet. Dieses modulare Skelettbau-System mit Fertigteilen wurde vor Ort montiert und ergänzt. Der Bau hat einen längsrechteckigen Grundriss, drei Geschosse und ist durch das Raster horizontaler Fluchtbalkone geprägt. Ortbetoneinfassungen zeigen Holzschalungsspuren, die den filigranen Systembau betonen. Das Gebäude gilt aufgrund seiner baugeschichtlichen und technischen Bedeutung als Kulturdenkmal.

## Nutzung
Beide Gebäude dienen heute nicht mehr ihrem ursprünglichen Zweck. Das Institutsgebäude Karl-von-Frisch-Straße 4 beheimatet heute Teile des Fachbereichs Medizin, beispielsweise das Institut für Gesundheitsversorgungsforschung und Klinische Epidemiologie oder das Institut für Medizinische Psychologie. Im Gebäude Karl-von-Frisch-Straße 2, welches heute als Biochemisch-Pharmakologisches Centrum bezeichnet wird, befinden sich Einrichtungen der Fachbereiche Medizin und Pharmazie.